# Black One
Black One è il quinto album in studio del gruppo musicale statunitense Sunn O))), pubblicato nel 2005.

## Tracce
1. Sin Nanna – 2:19
2. It Took the Night to Believe – 5:56
3. Cursed Realms (of the Winterdemons) (Immortal cover) – 10:10
4. Orthodox Caveman – 10:02
5. CandleGoat – 8:04
6. Cry for the Weeper – 14:38
7. Báthory Erzsébet – 16:00

## Formazione
Gruppo
- Stephen O'Malley - basso, chitarra, voce, corni, fiati
- Greg Anderson - chitarre, basso, effetti, sintetizzatore, tastiere

 Musicisti ospiti
- Oren Ambarchi - voce (traccia 1), rumori (traccia 1), corni (traccia 6), fiati (traccia 6), gong (traccia 7), campane (traccia 7), batteria (tracce 1, 4), piatti (tracce 1, 7), chitarre (tracce 1, 6, 7)
- John Wiese - atmosfere (traccia 3), elettronica (traccia 5)
- Mathias Schneeberger - atmosfere (traccia 3)
- Wrest - voce (traccia 2)
- Malefic - chitarre (tracce 5, 6), tastiere (traccia 6), voce (tracce 3, 7)